# 蘇昱彰
蘇昱彰（1940年6月24日—2019年4月29日），台灣武術家，近代螳螂拳的第七代傳人，也是中國八極、螳螂拳的學習者之一。

## 生平
蘇昱彰出生於台南州新營郡番社庄（今 臺南市東山區），其父蘇正生曾為台灣棒球界國寶級的著名人士。
蘇7歲時，追隨剛來台灣的山東萊陽武術名師張德奎研習秘門螳螂拳、迷蹤藝及輕功等。19歲時，與八步螳螂拳名師衛笑堂習得八步螳螂拳、吳氏太極拳。並與李元智大師學習秘踪拳及八極拳。之後，再追隨螳螂拳宗師李崑山學習拳法，又習得七星螳螂拳、梅花螳螂拳、地功、兵器等。
自1961年，蘇昱彰開始跟隨總統府侍衛總教官劉雲樵。根據蘇本人的聲明，他習武長達32年，期間更有13年緊隨在劉雲樵側，專研八極拳、劈掛拳、太極拳及八卦掌，盡獲劉親身真傳。在這段時間，劉雲樵因恐形意拳失傳，蘇昱彰故奉師命與桑丹棨大師學習，承襲形意拳真諦。但此段敘述未獲劉雲樵其餘門人證實。
日本漫畫《拳兒》中的蘇崑崙，即以蘇昱彰取材的虛構人物。
2019年4月29日，蘇昱彰病逝於晚年移居的西班牙加那利群岛聖克魯斯-德拉帕爾馬，享壽78歲。《拳兒》作者藤原芳秀在其Twitter上傳一張蘇崑崙手繪圖致哀。

## 著作

### 書籍
- （日語）蘇昱彰《螳螂拳秘法》－東邦出版。ISBN：9784809406409
- （日語）蘇昱彰《気の力を覚醒させる太極拳》－東邦出版。ISBN：978-4809408168
- （日語）蘇昱彰《伝統中国武術完全解説叢書〈１〉拳芸論　螳螂拳編》－ＢＡＢジャパン

### 影片
- 蘇昱彰《気の力を覚醒させる太極拳》附DVD-東邦出版。ISBN：978-4809408168

## 腳註
1. ↑  節錄改編自 HOW2USA 美國通 June2008 奧運中國
2. 1 2 3  台灣大東山八極門國際武藝協會《蘇昱彰 專輯》
3. ↑  .   [2019-05-07]. （原始内容存档于2016-03-07）.
4. ↑  .   [2019-05-02]. （原始内容存档于2019-05-02）.

## 外部連結
- （繁體中文） 台灣大東山八極門國際武藝協會 （页面存档备份，存于）
- （繁體中文） 高雄市八極螳螂武術推廣協會 （页面存档备份，存于）
- （英文） 八極螳螂武藝總館
- （日語） 八極螳螂日本分館 （页面存档备份，存于）
- （繁體中文） YouTube上的真心看台灣專訪 八極門 蘇昱彰
- 李書文傳劉雲樵傳蘇昱彰之八極劈掛系譜表 （页面存档备份，存于）
- 蘇昱彰師父傳授秘門螳螂拳拳譜
- 蘇昱彰官方介紹集[永久]